# Маленик (Кормянский район)
Маленик (бел. Малянік) — деревня в Коротьковском сельсовете Кормянского района Гомельской области Белоруссии.
В связи с радиационным загрязнением после катастрофы на Чернобыльской АЭС жители (24 семьи) переселены в начале 1990-х годов в чистые места.
На территории Струменского ботанического заказника.

## География

### Расположение
В 16 км на восток от Кормы, в 66 км от железнодорожной станции Рогачёв (на линии Могилёв — Жлобин), в 126 км от Гомеля.

## Транспортная сеть
Транспортные связи по просёлочной, затем автомобильной дороге Волынцы — Корма. Планировка состоит из короткой прямолинейной меридиональной улицы, к которой на севере и юге присоединяются переулки. Застройка двусторонняя, редкая, деревянная усадебного типа.

## История
Согласно письменным источникам известна с XIX века как околица в Кормянской волости Рогачёвского уезда Могилёвской губернии. Согласно переписи 1897 года действовал хлебозапасный магазин. В 1906 году открыта церковно-приходская школа, которая разместилась в наёмном крестьянском доме, а в 1913 году для неё было построено собственное здание. В 1930 году организован колхоз «Восток», работала кузница. Во время Великой Отечественной войны на фронтах и в партизанской борьбе погибли 65 жителей, в память о них в 1967 году на западной окраине установлен обелиск. Согласно переписи 1959 года входила в состав колхоза «Родина» (центр — деревня Струмень). Размещались начальная школа, библиотека, магазин.

## Население

### Численность
- 1990-е — жители (24 семьи) переселены.

### Динамика
- 1868 год — 15 дворов, 120 жителей.
- 1897 год — 30 дворов 183 жителя (согласно переписи).
- 1959 год — 186 жителей (согласно переписи).
- 1990-е — жители (24 семьи) переселены.